# St Mary’s Airport

i7
i11
i13
St. Mary’s Airport (IATA-Code: ISC, ICAO-Code: EGHE) ist ein Flugplatz auf der Insel St Mary’s, 1,9 km östlich von Hugh Town. Es ist der einzige Flugplatz auf den Scilly-Inseln, die im Südwesten des Vereinigten Königreiches liegen. Er ist der wichtigste Verkehrsknotenpunkt zum englischen Festland.

## Linienflüge
Derzeit werden folgende Linienflüge ab dem St. Mary’s Airport durchgeführt:
| Fluggesellschaft                  | Flugziel(e)                 |
| --------------------------------- | --------------------------- |
| British International Helicopters | Penzance                    |
| Isles of Scilly Skybus            | Land’s End, Newquay, Exeter |